# Theodor Thierfelder

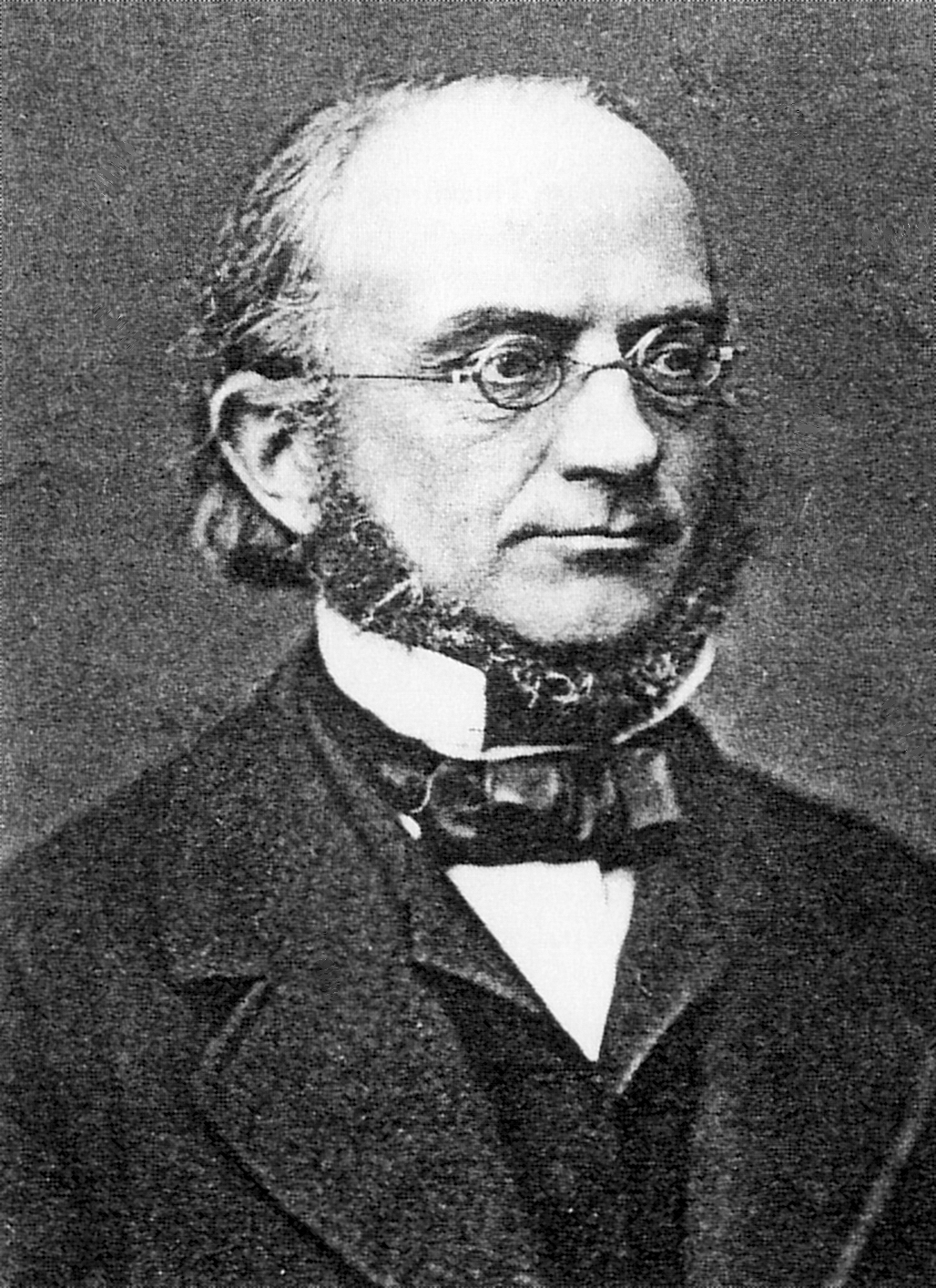
Theodor Thierfelder

Benjamin Theodor Thierfelder (* 10. Dezember 1824 in Meißen; † 7. März 1904 in Rostock) war ein deutscher Mediziner, der erstmals die Fieberkurve des Typhus beschrieb. Ihm wurde 1898 die Ehrenbürgerschaft der Stadt Rostock verliehen.

## Leben
Theodor Thierfelder entstammte einer weit verzweigten Medizinerfamilie und war der älteste Sohn des Meißener Stadtphysikus Johann Gottlieb Thierfelder (1799–1867) und dessen Frau Henriette, geb. Immisch, einer Arzttochter aus Knauthain bei Leipzig. Seine jüngeren Brüder waren der Medizinalrat Felix Thierfelder (1826–1891) und der Pathologe (Ferdinand) Albert Thierfelder (1842–1908).
Nach dem Abitur an der Fürstenschule St. Afra zu Meißen studierte er ab 1841 Medizin an der Universität Leipzig, wo er bereits 1846 zum Dr. phil. und 1848 ebenfalls in Leipzig zum Dr. med. promoviert. Während des Studiums wurde er Mitglied der Landsmannschaft Afrania. 1851 wurde Thierfelder Mitarbeiter in der Medizinischen Klinik der Universität Leipzig und einer der wichtigsten Assistenten von Carl Reinhold August Wunderlich bei der Einführung der klinischen Temperaturmessung. Seine  zwischen 1852 und 1854 verfasste Beschreibung der Fieberkurve des Typhus abdominalis besitzt noch heute Gültigkeit. 1855 nahm Theodor Thierfelder eine außerplanmäßige Professur der Medizinischen Abteilung der Universität Rostock an, welche 1856 mit dem Bau des Universitätsklinikums zur ordentlichen Professur und Ordinarius für Innere Medizin an der Universität Rostock erhoben wurde.
1860 wurde Thierfelder als Mitglied in die Großherzogliche Medizinalkommission und zum Obermedizinalrat berufen. An der Universität Rostock wurde Thierfelder im Jahr 1868 zum 816. Rektor gewählt. Nach 46-jähriger Tätigkeit wurde Thierfelder 1901 offiziell entpflichtet.
Theodor Thierfelder war seit 1855 verheiratet mit Gertrud, geb. Naumann (* 19. Dezember 1829 in Knautheim; † 6. Juni 1900), Tochter des späteren Oberkatecheten und Frühpredigers an St. Petri in Leipzig, M. Wilhelm Naumann und Schwester der ersten Frau seines Bruders Felix. Ein Sohn war der Tübinger Physiologe und Biochemiker Hans Thierfelder (1858–1930). Die Tochter Mathilde (* 1855) war verheiratet mit dem Rostocker Geologen und Mineralogen Eugen Geinitz. Die Tochter Dorothee (1860–1912) war seit 1878 verheiratet mit dem Schweriner Landgerichtsrat Carl Goesch.

## Ehrungen
- 1858 Medizinalrat
- 1860 Obermedizinalrat
- 1871 Ritter des Hausordens der Wendischen Krone
- 1874 Geheimer Medizinalrat
- 1894 Geheimer Obermedizinalrat
- 1895 Komtur des Hausordens der Wendischen Krone
- 1897 Außerordentliches Mitglied des Kaiserlichen Gesundheitsamtes
- 1898 Großkomtur des Hausordens der Wendischen Krone
- 1898 Ehrenbürger der Stadt Rostock